# Жидилово
Жидилово (мкд. Жидилово) је насеље у Северној Македонији, у крајње североисточном делу државе. Жидилово је у оквиру општине Крива Паланка.

## Географија
Жидилово је смештено у крајње североисточном делу Северне Македоније. Од најближег већег града, Куманова, село је удаљено 75 km источно.
Село Жидилово се налази у историјској области Славиште. Насеље је положено у гоњем делу тока Криве Реке, на подно планине Чупина, на око 780 метара надморске висине.
Месна клима је планинска због знатне надморске висине.

## Становништво
Жидилово је према последњем попису из 2002. године имало 302 становника. Од тога огромну већину чине етнички Македонци (99%).
Претежна вероисповест месног становништва је православље.